# Davide Biondini
Davide Biondini és un futbolista italià nascut a Montiano, Forlì-Cesena (Itàlia) el 24 de gener del 1983. Juga de migcampista i el seu actual equip és el Genoa CFC.

## Trajectòria

### Clubs
Va començar a jugar en els equips inferiors de l'AC Cesena, i a la temporada 2001-2002 va debutar amb el primer equip, jugant a la Sèrie C1. Va jugar dues temporades i va destacar com un dels puntals de l'equip, jugant 45 partits i marcant 2 gols. La temporada 2003-2004 fitxa pel Vicenza Calcio de la Serie B, gràcies al fet que el seu entrenador, Giuseppe Iachini també fitxa per l'equip blanc-i-vermell i allà també esdevé un jugador molt important, tot i que la temporada 2004-2005, el seu equip baixa la Sèrie C1.
El mes de juliol del 2005, Biondini és fitxat en co-propietat per la Reggina i debuta en la Sèrie A. Jugarà una sola temporada, un total de 28 partits. La temporada següent fitxa pel Cagliari Calcio i allà esdevindrà un dels millors jugadors de l'equip sard. Amb la samarreta del Cagliari jugarà el seu partit número 100, l'1 de novembre del 2009, data també històrica pel seu equip, que celebra el partit 1000 a la Sèrie A. Amb el Cagliari jugarà 175 partits de lliga i marcarà 7 gols.
El mes de gener del 2012 fitxa pel Genoa CFC, on jugarà 20 partits, sent pràcticament un jugador sempre titular. En el mes d'agost de 2012, el Genoa el traspassa a l'Atalanta.

### Internacional
Davide Biondini, també ha jugat amb la selecció italiana. Primer amb els equips inferiors, Sub-19, Sub-20 i Sub-21, on en aquesta darrera categoria va jugar dos partits i va participar en l'Eurocopa 2006. Amb la selecció absoluta, ha jugat dos partits amistosos, el primer el 14 de novembre de 2009, contra Holanda i el segon el 18 de novembre de 2009 contra Suècia.